# لورانس كاري
لورانس كاري هو سياسي أمريكي، ولد في 21 فبراير 1935 في كامدن في الولايات المتحدة، وتوفي في 17 ديسمبر 2018. نشط حزبياً في الحزب الديمقراطي. وقد انتخب عضو مجلس نواب بنسيلفانيا ‏.